# Bassus macadamiae
Bassus macadamiae är en stekelart som beskrevs av Briceno och Michael J. Sharkey 2000. Bassus macadamiae ingår i släktet Bassus och familjen bracksteklar. Inga underarter finns listade.